# Heterophilus dentitibialis
Heterophilus dentitibialis is een keversoort uit de familie Vesperidae. De wetenschappelijke naam van de soort werd in 1996 gepubliceerd door Chiang & Chen.